# João, o Diácono (historiador napolitano)
João, o Diácono (m. depois de 910) foi um escritor religioso e diácono na Igreja de São Januário em Nápoles. Ele viveu no final do século IX e no começo do seguinte e, pelas suas obras, parece ter sido um clérigo bastante erudito e capaz. João escreveu diversas obras históricas que tornaram-se fontes importantes de informações para sua época.

## Obras
Ele escreveu primeiro uma continuação da crônica diocesana de Nápoles ("Gesta episcoporum Neapolitanorum"), iniciada por outro clérigo, mas que ele atualizou de 762 até 872. Ele se valeu tanto de tradições escritas quanto orais e contribuiu ainda com suas próprias impressões. A narrativa é gráfica, espirituosa e deixa no leitor a impressão de uma história franca e acurada. João escreveu ainda a história da translação, no século V, das relíquias de São Severino, o apóstolo da Nórica, de Castellum Lucullanum, baía de Nápoles, para um novo mosteiro na cidade. Esta obra contém um importante relato sobre a destruição de Taormina, na Sicília, pelos sarracenos de Ibraim e do martírio do bispo Procópio. Quando, em 910, as relíquias de São Sóssio, um companheiro de São Januário, foram também transladadas da arruinada Miseno para o mesmo mosteiro em Nápoles, João escreveu uma história de Januário e seus companheiros, na qual, como testemunha, ele descreve a transferência. 
Uma hagiografia de São Nicolau de Mira não é de João e sim de outro autor de mesmo nome.